# 西山連
西山 連（にしやま むらじ、1943年3月22日 - ）は、日本の元男性声優、俳優。

## 概要
劇団七曜会に入団し、1963年の解散まで在籍。七の会設立に参加し、1965年8月に劇団現代人の立ち上げに参加。その後は新劇場、演協プロ、太陽プロモーション、江崎事務所に所属していた。
役者としての活動期間は数年程度だが、有名ハリウッド映画の吹き替えや、フジテレビで1971年から放送されたピー・プロダクションが制作した特撮作品の『スペクトルマン』のゴリ役〈3代目〉が有名。
現在は声優、俳優活動を引退している。

## 出演作品

### テレビアニメ
- あしたのジョー（1970年、フジテレビ）
- ばくはつ五郎（1970年、TBS） - 坂田の父
- アニメンタリー 決断（1971年、日本テレビ）
- 樫の木モック（1972年、フジテレビ） - その手下、カラス天狗、村長
- 科学忍者隊ガッチャマン（1972年、フジテレビ） - 兵隊
- けろっこデメタン（1973年、フジテレビ） - ヘビ、ガマ平（イボ吉の父）

### 吹き替え
- ウィンチェスター銃'73（1952年）
- 底抜け慰問屋行ったり来たり（1959年）
- 飾り窓の女（1962年） - フレデリック / リノ・ヴァンチュラ
- 炎の女（1965年） - ビラル / クリストファー・リー
- 仔鹿物語（1966年、NETテレビ）
- 海底決戦隊（1971年） - 副パイロット、男1、トルコ人、テイラー、水夫
- 荒野の用心棒（1971年、NETテレビ） - アラン
- 大脱走（1971年、フジテレビ） - ハンス・フォン・シュトラハヴィッツ看守長 / ハリー・リーヴァウワー
- 華氏451（1972年、TBS）
- 黄金の七人（1972年、日本テレビ） - アルフォンソ / マヌエル・サルツォ
- 刑事コロンボ 偶像のレクイエム（1972年、NHK） - ファロン所長 / フランク・コンバース
- 太陽がいっぱい（1972年、フジテレビ） - リコルディ刑事 / エルノ・クリサ
- 何かいいことないか子猫チャン（1972年、TBS）
- 夜の大捜査線（1972年、NETテレビ） - ラルフ・ヘンショウ / アンソニー・ジェームズ
- サムソンとデリラ（1972年、日本テレビ）
- 大侵略（1973年、NETテレビ） - コスタス・マノフ / タキス・エマヌエル
- 駅馬車の七人（1973年、日本テレビ） - ジム / ロリー・カルホーン
- 夕陽のガンマン（1973年、NETテレビ）

### 特撮
- 快獣ブースカ（1966年、日本テレビ） - レーダー係
- マグマ大使（1967年、フジテレビ） - スペクター2号
- スペクトルマン（1971年、フジテレビ） - ゴリの声[4]（3代目）
- 鉄人タイガーセブン（1973年、フジテレビ） - ムー原人の声[4]

### テレビドラマ
- 特別機動捜査隊 第210話「ペンフレンド」（1965年、NET / 東映）
- 江戸川乱歩シリーズ 明智小五郎 第12話「白髪鬼」（1970年、東京12チャンネル / 東映）